# Lista obsady w filmach uniwersum X-Men (franczyzy 20th Century Fox)
Uniwersum X-Men – franczyza obejmująca głównie filmy o superbohaterach produkcji 20th Century Fox, które zaś oparte są na cyklu komiksów X-Men wydawanych przez Marvel Comics. Pomiędzy produkcjami zrzeszonymi w uniwersum stosowane są częste crossovery, a także wspólne wątki i członkowie obsady.
Najczęściej swoją rolę powtarzał Hugh Jackman jako Wolverine, który wystąpił w filmach X-Men (2000), X-Men 2 (2003), X-Men: Ostatni bastion (2006), X-Men Geneza: Wolverine (2009), X-Men: Pierwsza klasa (2011), Wolverine (2013), X-Men: Przeszłość, która nadejdzie (2014), X-Men: Apocalypse (2016) i Logan: Wolverine (2017), który był jego ostatnim filmem franczyzy. Ian McKellen w roli Erika Lehnsherra / Magneto i Patrick Stewart jako Charles Xavier / Profesor X pojawili się w filmach X-Men (2000), X-Men 2 (2003), X-Men: Ostatni bastion (2006) oraz X-Men: Przeszłość, która nadejdzie (2014). Dodatkowo obydwaj wystąpili w roli cameo w filmie Wolverine (2013), a sam Stewart również w X-Men Geneza: Wolverine (2009) i Logan: Wolverine (2017). W filmie X-Men: Przeszłość, która nadejdzie (2014) pojawiły się dwa pokolenia aktorów odgrywających te role, Michael Fassbender jako Magneto i James McAvoy w roli Profesora X. Po raz pierwszy pojawili się oni w filmie X-Men: Pierwsza klasa (2011). Wystąpili oni ponownie w X-Men: Apocalypse (2016) i X-Men: Mroczna Phoenix (2019).
Wiele postaci zostało zagranych przez dwa różne pokolenia: Rebecca Romijn-Stamos, która wcieliła się w rolę Mystique w filmach X-Men (2000), X-Men 2 (2003), X-Men: Ostatni bastion (2006) została zastąpiona przez Jennifer Lawrence. Kelsey Grammer, który zagrał Beasta w filmie X-Men: Ostatni bastion (2006) i X-Men: Przeszłość, która nadejdzie (2014) został zastąpiony przez Nicholasa Houlta. Lawrence i Hoult wystąpili w X-Men: Pierwsza klasa (2011), X-Men: Przeszłość, która nadejdzie (2014), X-Men: Apocalypse i X-Men: Mroczna Phoenix (2019). Romijn-Stamos pojawiła się również epizodycznie w X-Men: Pierwsza klasa (2011).
Famke Janssen wcieliła się w postać Jean Grey w filmach X-Men (2000), X-Men 2 (2003), X-Men: Ostatni bastion (2006), Wolverine (2013) oraz X-Men: Przeszłość, która nadejdzie (2014). Halle Berry w roli Storm, a James Marsden jako Cyclops zagrali w filmach X-Men (2000), X-Men 2 (2003), X-Men: Ostatni bastion (2006) oraz X-Men: Przeszłość, która nadejdzie (2014). Janssen, Berry i Marsden zostali zastąpieni przez młodsze pokolenie w X-Men: Apocalypse (2016) i X-Men: Mrocznej Phoenix (2019) przez Sophie Turner, Alexandrę Shipp i Tye’a Sheridana.
Anna Paquin w roli Rogue i Shawn Ashmore jako Iceman zagrali w filmach X-Men (2000), X-Men 2 (2003), X-Men: Ostatni bastion (2006) oraz X-Men: Przeszłość, która nadejdzie (2014). Ryan Reynolds, który wcielił się w Wade’a Wilsona / Deadpoola w filmie X-Men Geneza: Wolverine (2009), wystąpił ponownie w filmach Deadpool (2016) i Deadpool 2 (2018).
Niektóre postacie zostały ponownie obsadzone. Postać Kitty Pryde w filmach X-Men: Ostatni bastion (2006) oraz X-Men: Przeszłość, która nadejdzie (2014) była grana przez Elliota Page’a, natomiast we wcześniejszych filmach X-Men (2000) i X-Men 2 (2003) grały ją dwie inne aktorki: Sumela Kay i Katie Stuart. Również młodsza wersja Cyclopsa oraz starsza Beasta były epizodycznie grane przez innych aktorów. Pierwszego z nich zagrał Tim Pocock w X-Men Geneza: Wolverine (2009), a drugiego z nich Steve Bacic w X-Men 2 (2003). Donald Mackinnon jako Peter Rasputin / Colossus pojawił się epizodycznie w X-Men (2000), zastąpił go Daniel Cudmore w dwóch kolejnych filmach i X-Men: Przeszłość, która nadejdzie (2014), a następnie Stefan Kapičić zagrał go w filmach Deadpool (2016) i Deadpool 2 (2018).
W spin-offie serii Nowi mutanci (2020) tytułowe role nowych mutantów zagrali: Anya Taylor-Joy jako Magik,
Maisie Williams jako Wolfsbane, Charlie Heaton jako Cannonball, Henry Zaga jako Sunspot oraz Blu Hunt jako Mirage. Postać Sunspota pojawiła się wcześniej w X-Men: Przeszłość, która nadejdzie (2014), w którego wcielił się Adan Canto.

## Główna seria o X-Menach
| Klucz: | = Rola cameo | = Postać nie pojawiła się |

| John Allerdyce Pyro                                | Alexander Burton      | Alexander Burton      | Alexander Burton      | Aaron Stanford        | Aaron Stanford        | Aaron Stanford        | Aaron Stanford        | Aaron Stanford        | Aaron Stanford        |                                        |                                        |                                        |                                |                                |                                |                      |                      |                      |                    |                    |                    |  |  |  |
| Victor Creed Sabretooth                            | Tyler Mane            | Tyler Mane            | Tyler Mane            |                       |                       |                       |                       |                       |                       |                                        |                                        |                                        |                                |                                |                                |                      |                      |                      |                    |                    |                    |  |  |  |
| Raven Darkholme Mystique                           | Rebecca Romijn-Stamos | Rebecca Romijn-Stamos | Rebecca Romijn-Stamos | Rebecca Romijn-Stamos | Rebecca Romijn-Stamos | Rebecca Romijn-Stamos | Rebecca Romijn-Stamos | Rebecca Romijn-Stamos | Rebecca Romijn-Stamos | Jennifer LawrenceRebecca Romijn-Stamos | Jennifer LawrenceRebecca Romijn-Stamos | Jennifer LawrenceRebecca Romijn-Stamos | Jennifer Lawrence              | Jennifer Lawrence              | Jennifer Lawrence              | Jennifer Lawrence    | Jennifer Lawrence    | Jennifer Lawrence    | Jennifer Lawrence  | Jennifer Lawrence  | Jennifer Lawrence  |  |  |  |
| Marie D’Ancanto Rogue                              | Anna Paquin           | Anna Paquin           | Anna Paquin           | Anna Paquin           | Anna Paquin           | Anna Paquin           | Anna Paquin           | Anna Paquin           | Anna Paquin           |                                        |                                        |                                        |                                | Anna Paquin                    | Anna Paquin                    |                      |                      |                      |                    |                    |                    |  |  |  |
| Bobby Drake Iceman                                 | Shawn Ashmore         | Shawn Ashmore         | Shawn Ashmore         | Shawn Ashmore         | Shawn Ashmore         | Shawn Ashmore         | Shawn Ashmore         | Shawn Ashmore         | Shawn Ashmore         |                                        |                                        |                                        | Shawn Ashmore                  | Shawn Ashmore                  | Shawn Ashmore                  |                      |                      |                      |                    |                    |                    |  |  |  |
| Jean Grey Phoenix                                  | Famke Janssen         | Famke Janssen         | Famke Janssen         | Famke Janssen         | Famke Janssen         | Famke Janssen         | Famke Janssen         | Famke Janssen         | Famke Janssen         |                                        |                                        |                                        |                                | Famke Janssen                  | Famke Janssen                  | Sophie Turner        | Sophie Turner        | Sophie Turner        | Sophie Turner      | Sophie Turner      | Sophie Turner      |  |  |  |
| James „Logan” Howlett Wolverine                    | Hugh Jackman          | Hugh Jackman          | Hugh Jackman          | Hugh Jackman          | Hugh Jackman          | Hugh Jackman          | Hugh Jackman          | Hugh Jackman          | Hugh Jackman          |                                        | Hugh Jackman                           | Hugh Jackman                           | Hugh Jackman                   | Hugh Jackman                   | Hugh Jackman                   |                      | Hugh Jackman         | Hugh Jackman         |                    |                    |                    |  |  |  |
| Robert Kelly                                       | Bruce Davison         | Bruce Davison         | Bruce Davison         | Bruce Davison         | Bruce Davison         | Bruce Davison         |                       |                       |                       |                                        |                                        |                                        |                                |                                |                                |                      |                      |                      |                    |                    |                    |  |  |  |
| Jubilation Lee Jubilee                             | Katrina Florece       | Katrina Florece       | Katrina Florece       | Kea Wong              | Kea Wong              | Kea Wong              | Kea Wong              | Kea Wong              | Kea Wong              |                                        |                                        |                                        |                                |                                |                                | Lana Condor          | Lana Condor          | Lana Condor          |                    |                    |                    |  |  |  |
| Erik Lehnsherr Magneto                             | Ian McKellen          | Ian McKellen          | Ian McKellen          | Ian McKellen          | Ian McKellen          | Ian McKellen          | Ian McKellen          | Ian McKellen          | Ian McKellen          | Michael Fassbender                     | Michael Fassbender                     | Michael Fassbender                     | Michael FassbenderIan McKellen | Michael FassbenderIan McKellen | Michael FassbenderIan McKellen | Michael Fassbender   | Michael Fassbender   | Michael Fassbender   | Michael Fassbender | Michael Fassbender | Michael Fassbender |  |  |  |
| Ororo Munroe Storm                                 | Halle Berry           | Halle Berry           | Halle Berry           | Halle Berry           | Halle Berry           | Halle Berry           | Halle Berry           | Halle Berry           | Halle Berry           |                                        |                                        |                                        | Halle Berry                    | Halle Berry                    | Halle Berry                    | Alexandra Shipp      | Alexandra Shipp      | Alexandra Shipp      | Alexandra Shipp    | Alexandra Shipp    | Alexandra Shipp    |  |  |  |
| Kitty Pryde                                        | Sumela Kay            | Sumela Kay            | Sumela Kay            | Katie Stuart          | Katie Stuart          | Katie Stuart          | Elliot Page           | Elliot Page           | Elliot Page           |                                        |                                        |                                        | Elliot Page                    | Elliot Page                    | Elliot Page                    |                      |                      |                      |                    |                    |                    |  |  |  |
| Peter Rasputin Colossus                            | Donald Mackinnon      | Donald Mackinnon      | Donald Mackinnon      | Daniel Cudmore        | Daniel Cudmore        | Daniel Cudmore        | Daniel Cudmore        | Daniel Cudmore        | Daniel Cudmore        |                                        |                                        |                                        | Daniel Cudmore                 | Daniel Cudmore                 | Daniel Cudmore                 |                      |                      |                      |                    |                    |                    |  |  |  |
| Scott Summers Cyclops                              | James Marsden         | James Marsden         | James Marsden         | James Marsden         | James Marsden         | James Marsden         | James Marsden         | James Marsden         | James Marsden         |                                        |                                        |                                        |                                | James Marsden                  | James Marsden                  | Tye Sheridan         | Tye Sheridan         | Tye Sheridan         | Tye Sheridan       | Tye Sheridan       | Tye Sheridan       |  |  |  |
| Mortimer Toynbee Toad                              | Ray Park              | Ray Park              | Ray Park              |                       |                       |                       |                       |                       |                       |                                        |                                        |                                        |                                |                                |                                | Evan Jonigkeit       | Evan Jonigkeit       | Evan Jonigkeit       |                    |                    |                    |  |  |  |
| Charles Xavier Profesor X                          | Patrick Stewart       | Patrick Stewart       | Patrick Stewart       | Patrick Stewart       | Patrick Stewart       | Patrick Stewart       | Patrick Stewart       | Patrick Stewart       | Patrick Stewart       | James McAvoy                           | James McAvoy                           | James McAvoy                           | James McAvoyPatrick Stewart    | James McAvoyPatrick Stewart    | James McAvoyPatrick Stewart    | James McAvoy         | James McAvoy         | James McAvoy         | James McAvoy       | James McAvoy       | James McAvoy       |  |  |  |
| przedstawieni w X-Men 2                            |                       |                       |                       |                       |                       |                       |                       |                       |                       |                                        |                                        |                                        |                                |                                |                                |                      |                      |                      |                    |                    |                    |  |  |  |
| Theresa Cassidy Siryn                              |                       |                       |                       | Shauna Kain           | Shauna Kain           | Shauna Kain           | Shauna Kain           | Shauna Kain           | Shauna Kain           |                                        |                                        |                                        |                                |                                |                                |                      |                      |                      |                    |                    |                    |  |  |  |
| Artie Maddicks                                     |                       |                       |                       | Bryce Hodgson         | Bryce Hodgson         | Bryce Hodgson         | Bryce Hodgson         | Bryce Hodgson         | Bryce Hodgson         |                                        |                                        |                                        |                                |                                |                                |                      |                      |                      |                    |                    |                    |  |  |  |
| Henry „Hank” McCoy Beast                           |                       |                       |                       |                       | Steve Bacic           | Steve Bacic           | Kelsey Grammer        | Kelsey Grammer        | Kelsey Grammer        | Nicholas Hoult                         | Nicholas Hoult                         | Nicholas Hoult                         | Nicholas HoultKelsey Grammer   | Nicholas HoultKelsey Grammer   | Nicholas HoultKelsey Grammer   | Nicholas Hoult       | Nicholas Hoult       | Nicholas Hoult       | Nicholas Hoult     | Nicholas Hoult     | Nicholas Hoult     |  |  |  |
| Yuriko Oyama Lady Deathstrike                      |                       |                       |                       | Kelly Hu              | Kelly Hu              | Kelly Hu              |                       |                       |                       |                                        |                                        |                                        |                                |                                |                                |                      |                      |                      |                    |                    |                    |  |  |  |
| Jason Stryker Mutant 143                           |                       |                       |                       | Michael Reid McKay    | Michael Reid McKay    | Michael Reid McKay    |                       |                       |                       |                                        |                                        |                                        |                                |                                |                                |                      |                      |                      |                    |                    |                    |  |  |  |
| William Stryker                                    |                       |                       |                       | Brian Cox             | Brian Cox             | Brian Cox             |                       |                       |                       |                                        |                                        |                                        | Josh Helman                    | Josh Helman                    | Josh Helman                    | Josh Helman          | Josh Helman          | Josh Helman          |                    |                    |                    |  |  |  |
| Kurt Wagner Nightcrawler                           |                       |                       |                       | Alan Cumming          | Alan Cumming          | Alan Cumming          |                       |                       |                       |                                        |                                        |                                        |                                |                                |                                | Kodi Smit-McPhee     | Kodi Smit-McPhee     | Kodi Smit-McPhee     | Kodi Smit-McPhee   | Kodi Smit-McPhee   | Kodi Smit-McPhee   |  |  |  |
| przedstawieni w X-Men: Ostatni bastion             |                       |                       |                       |                       |                       |                       |                       |                       |                       |                                        |                                        |                                        |                                |                                |                                |                      |                      |                      |                    |                    |                    |  |  |  |
| Arclight                                           |                       |                       |                       |                       |                       |                       | Omahyra Mota          | Omahyra Mota          | Omahyra Mota          |                                        |                                        |                                        |                                |                                |                                |                      |                      |                      |                    |                    |                    |  |  |  |
| Callisto                                           |                       |                       |                       |                       |                       |                       | Dania Ramirez         | Dania Ramirez         | Dania Ramirez         |                                        |                                        |                                        |                                |                                |                                |                      |                      |                      |                    |                    |                    |  |  |  |
| Elaine Grey                                        |                       |                       |                       |                       |                       |                       | Desiree Zurowski      | Desiree Zurowski      | Desiree Zurowski      |                                        |                                        |                                        |                                |                                |                                |                      |                      |                      | Hannah Anderson    | Hannah Anderson    | Hannah Anderson    |  |  |  |
| John Grey                                          |                       |                       |                       |                       |                       |                       | Adrian Hough          | Adrian Hough          | Adrian Hough          |                                        |                                        |                                        |                                |                                |                                |                      |                      |                      | Scott Sheperd      | Scott Sheperd      | Scott Sheperd      |  |  |  |
| Jimmy Leech                                        |                       |                       |                       |                       |                       |                       | Cameron Bright        | Cameron Bright        | Cameron Bright        |                                        |                                        |                                        |                                |                                |                                |                      |                      |                      |                    |                    |                    |  |  |  |
| Kid Omega                                          |                       |                       |                       |                       |                       |                       | Ken Leung             | Ken Leung             | Ken Leung             |                                        |                                        |                                        |                                |                                |                                |                      |                      |                      |                    |                    |                    |  |  |  |
| Moira MacTaggert                                   |                       |                       |                       |                       |                       |                       |                       | Olivia Williams       | Olivia Williams       | Rose Byrne                             | Rose Byrne                             | Rose Byrne                             |                                |                                |                                | Rose Byrne           | Rose Byrne           | Rose Byrne           |                    |                    |                    |  |  |  |
| Jamie Madrox Multiple Man                          |                       |                       |                       |                       |                       |                       | Eric Dane             | Eric Dane             | Eric Dane             |                                        |                                        |                                        |                                |                                |                                |                      |                      |                      |                    |                    |                    |  |  |  |
| Cain Marko Juggernaut                              |                       |                       |                       |                       |                       |                       | Vinnie Jones          | Vinnie Jones          | Vinnie Jones          |                                        |                                        |                                        |                                |                                |                                |                      |                      |                      |                    |                    |                    |  |  |  |
| Psylocke                                           |                       |                       |                       |                       |                       |                       | Meiling Melançon      | Meiling Melançon      | Meiling Melançon      |                                        |                                        |                                        |                                |                                |                                | Olivia Munn          | Olivia Munn          | Olivia Munn          |                    |                    |                    |  |  |  |
| Kavita Rao                                         |                       |                       |                       |                       |                       |                       | Shohreh Aghdashloo    | Shohreh Aghdashloo    | Shohreh Aghdashloo    |                                        |                                        |                                        |                                |                                |                                |                      |                      |                      |                    |                    |                    |  |  |  |
| Spike                                              |                       |                       |                       |                       |                       |                       | Lance Gibson          | Lance Gibson          | Lance Gibson          |                                        |                                        |                                        |                                |                                |                                |                      |                      |                      |                    |                    |                    |  |  |  |
| Bolivar Trask                                      |                       |                       |                       |                       |                       |                       | Bill Duke             | Bill Duke             | Bill Duke             |                                        |                                        |                                        | Peter Dinklage                 | Peter Dinklage                 | Peter Dinklage                 |                      |                      |                      |                    |                    |                    |  |  |  |
| Warren Worthington II                              |                       |                       |                       |                       |                       |                       | Michael Murphy        | Michael Murphy        | Michael Murphy        |                                        |                                        |                                        |                                |                                |                                |                      |                      |                      |                    |                    |                    |  |  |  |
| Warren Worthington III Angel                       |                       |                       |                       |                       |                       |                       | Ben Foster            | Ben Foster            | Ben Foster            |                                        |                                        |                                        |                                |                                |                                | Ben Hardy            | Ben Hardy            | Ben Hardy            |                    |                    |                    |  |  |  |
| przedstawieni w X-Men: Pierwsza klasa              |                       |                       |                       |                       |                       |                       |                       |                       |                       |                                        |                                        |                                        |                                |                                |                                |                      |                      |                      |                    |                    |                    |  |  |  |
| Azazel                                             |                       |                       |                       |                       |                       |                       |                       |                       |                       | Jason Flemyng                          | Jason Flemyng                          | Jason Flemyng                          |                                |                                |                                |                      |                      |                      |                    |                    |                    |  |  |  |
| Sean Cassidy Banshee                               |                       |                       |                       |                       |                       |                       |                       |                       |                       | Caleb Landry Jones                     | Caleb Landry Jones                     | Caleb Landry Jones                     |                                |                                |                                |                      |                      |                      |                    |                    |                    |  |  |  |
| Emma Frost                                         |                       |                       |                       |                       |                       |                       |                       |                       |                       | January Jones                          | January Jones                          | January Jones                          |                                |                                |                                |                      |                      |                      |                    |                    |                    |  |  |  |
| Robert Hendry                                      |                       |                       |                       |                       |                       |                       |                       |                       |                       | Glenn Morshower                        | Glenn Morshower                        | Glenn Morshower                        |                                |                                |                                |                      |                      |                      |                    |                    |                    |  |  |  |
| McCone                                             |                       |                       |                       |                       |                       |                       |                       |                       |                       | Matt Craven                            | Matt Craven                            | Matt Craven                            |                                |                                |                                |                      |                      |                      |                    |                    |                    |  |  |  |
| mężczyzna w czerni                                 |                       |                       |                       |                       |                       |                       |                       |                       |                       | Oliver Platt                           | Oliver Platt                           | Oliver Platt                           |                                |                                |                                |                      |                      |                      |                    |                    |                    |  |  |  |
| Armando Muñoz Darwin                               |                       |                       |                       |                       |                       |                       |                       |                       |                       | Edi Gathegi                            | Edi Gathegi                            | Edi Gathegi                            |                                |                                |                                |                      |                      |                      |                    |                    |                    |  |  |  |
| Janos Quested Riptide                              |                       |                       |                       |                       |                       |                       |                       |                       |                       | Álex González                          | Álex González                          | Álex González                          |                                |                                |                                |                      |                      |                      |                    |                    |                    |  |  |  |
| rosyjski generał                                   |                       |                       |                       |                       |                       |                       |                       |                       |                       | Rade Šerbedžija                        | Rade Šerbedžija                        | Rade Šerbedžija                        |                                |                                |                                |                      |                      |                      |                    |                    |                    |  |  |  |
| Angel Salvadore                                    |                       |                       |                       |                       |                       |                       |                       |                       |                       | Zoë Kravitz                            | Zoë Kravitz                            | Zoë Kravitz                            |                                |                                |                                |                      |                      |                      |                    |                    |                    |  |  |  |
| Sebastian Shaw                                     |                       |                       |                       |                       |                       |                       |                       |                       |                       | Kevin Bacon                            | Kevin Bacon                            | Kevin Bacon                            |                                |                                |                                |                      |                      |                      |                    |                    |                    |  |  |  |
| William Stryker Sr                                 |                       |                       |                       |                       |                       |                       |                       |                       |                       | Don Creech                             | Don Creech                             | Don Creech                             |                                |                                |                                |                      |                      |                      |                    |                    |                    |  |  |  |
| Alexander Summers Havok                            |                       |                       |                       |                       |                       |                       |                       |                       |                       | Lucas Till                             | Lucas Till                             | Lucas Till                             | Lucas Till                     | Lucas Till                     | Lucas Till                     | Lucas Till           | Lucas Till           | Lucas Till           |                    |                    |                    |  |  |  |
| przedstawieni w X-Men: Przeszłość, która nadejdzie |                       |                       |                       |                       |                       |                       |                       |                       |                       |                                        |                                        |                                        |                                |                                |                                |                      |                      |                      |                    |                    |                    |  |  |  |
| Bishop                                             |                       |                       |                       |                       |                       |                       |                       |                       |                       |                                        |                                        |                                        | Omar Sy                        | Omar Sy                        | Omar Sy                        |                      |                      |                      |                    |                    |                    |  |  |  |
| Blink                                              |                       |                       |                       |                       |                       |                       |                       |                       |                       |                                        |                                        |                                        | Fan Bingbing                   | Fan Bingbing                   | Fan Bingbing                   |                      |                      |                      |                    |                    |                    |  |  |  |
| Eric Gitter Ink                                    |                       |                       |                       |                       |                       |                       |                       |                       |                       |                                        |                                        |                                        | Gregg Lowe                     | Gregg Lowe                     | Gregg Lowe                     |                      |                      |                      |                    |                    |                    |  |  |  |
| Roberto da Costa Sunspot                           |                       |                       |                       |                       |                       |                       |                       |                       |                       |                                        |                                        |                                        | Adan Canto                     | Adan Canto                     | Adan Canto                     |                      |                      |                      |                    |                    |                    |  |  |  |
| Peter Maximoff Quicksilver                         |                       |                       |                       |                       |                       |                       |                       |                       |                       |                                        |                                        |                                        | Evan Peters                    | Evan Peters                    | Evan Peters                    | Evan Peters          | Evan Peters          | Evan Peters          | Evan Peters        | Evan Peters        | Evan Peters        |  |  |  |
| Pani Maximoff                                      |                       |                       |                       |                       |                       |                       |                       |                       |                       |                                        |                                        |                                        | Zehra Leverman                 | Zehra Leverman                 | Zehra Leverman                 | Zehra Leverman       | Zehra Leverman       | Zehra Leverman       |                    |                    |                    |  |  |  |
| En Sabah Nur Apocalypse                            |                       |                       |                       |                       |                       |                       |                       |                       |                       |                                        |                                        |                                        |                                | Brendan Pedder                 | Brendan Pedder                 | Oscar Isaac          | Oscar Isaac          | Oscar Isaac          |                    |                    |                    |  |  |  |
| James Proudsta Warpath                             |                       |                       |                       |                       |                       |                       |                       |                       |                       |                                        |                                        |                                        | Booboo Stewart                 | Booboo Stewart                 | Booboo Stewart                 |                      |                      |                      |                    |                    |                    |  |  |  |
| przedstawieni w X-Men: Apocalypse                  |                       |                       |                       |                       |                       |                       |                       |                       |                       |                                        |                                        |                                        |                                |                                |                                |                      |                      |                      |                    |                    |                    |  |  |  |
| Caliban                                            |                       |                       |                       |                       |                       |                       |                       |                       |                       |                                        |                                        |                                        |                                |                                |                                | Tómas Lemarquis      | Tómas Lemarquis      | Tómas Lemarquis      |                    |                    |                    |  |  |  |
| Głód                                               |                       |                       |                       |                       |                       |                       |                       |                       |                       |                                        |                                        |                                        |                                |                                |                                | Rochelle Okoye       | Rochelle Okoye       | Rochelle Okoye       |                    |                    |                    |  |  |  |
| Magda Gurzsky                                      |                       |                       |                       |                       |                       |                       |                       |                       |                       |                                        |                                        |                                        |                                |                                |                                | Carolina Bartczak    | Carolina Bartczak    | Carolina Bartczak    |                    |                    |                    |  |  |  |
| Nina Gurzsky                                       |                       |                       |                       |                       |                       |                       |                       |                       |                       |                                        |                                        |                                        |                                |                                |                                | T.J. McGibbon        | T.J. McGibbon        | T.J. McGibbon        |                    |                    |                    |  |  |  |
| Śmierć                                             |                       |                       |                       |                       |                       |                       |                       |                       |                       |                                        |                                        |                                        |                                |                                |                                | Monique Ganderton    | Monique Ganderton    | Monique Ganderton    |                    |                    |                    |  |  |  |
| Wojna                                              |                       |                       |                       |                       |                       |                       |                       |                       |                       |                                        |                                        |                                        |                                |                                |                                | Fraser Aitcheson     | Fraser Aitcheson     | Fraser Aitcheson     |                    |                    |                    |  |  |  |
| Zaraza                                             |                       |                       |                       |                       |                       |                       |                       |                       |                       |                                        |                                        |                                        |                                |                                |                                | Warren Scherer       | Warren Scherer       | Warren Scherer       |                    |                    |                    |  |  |  |
| przedstawieni w X-Men: Mroczna Phoenix             |                       |                       |                       |                       |                       |                       |                       |                       |                       |                                        |                                        |                                        |                                |                                |                                |                      |                      |                      |                    |                    |                    |  |  |  |
| Ariki Red Lotus                                    |                       |                       |                       |                       |                       |                       |                       |                       |                       |                                        |                                        |                                        |                                |                                |                                |                      |                      |                      | Andrew Stehlin     | Andrew Stehlin     | Andrew Stehlin     |  |  |  |
| Alison Blaire Dazzler                              |                       |                       |                       |                       |                       |                       |                       |                       |                       |                                        |                                        |                                        |                                |                                |                                |                      |                      |                      | Halston Sage       | Halston Sage       | Halston Sage       |  |  |  |
| Selene Gallio                                      |                       |                       |                       |                       |                       |                       |                       |                       |                       |                                        |                                        |                                        |                                |                                |                                |                      |                      |                      | Kota Eberhardt     | Kota Eberhardt     | Kota Eberhardt     |  |  |  |
| Ben Hammil Match                                   |                       |                       |                       |                       |                       |                       |                       |                       |                       |                                        |                                        |                                        |                                |                                |                                |                      |                      |                      | Lamar Johnson      | Lamar Johnson      | Lamar Johnson      |  |  |  |
| Vuk                                                |                       |                       |                       |                       |                       |                       |                       |                       |                       |                                        |                                        |                                        |                                |                                |                                |                      |                      |                      | Jessica Chastain   | Jessica Chastain   | Jessica Chastain   |  |  |  |
| przedstawieni w spin-offach                        |                       |                       |                       |                       |                       |                       |                       |                       |                       |                                        |                                        |                                        |                                |                                |                                |                      |                      |                      |                    |                    |                    |  |  |  |
| Fred J. Dukes Blob                                 |                       |                       |                       |                       |                       |                       |                       |                       |                       |                                        |                                        |                                        |                                |                                |                                | Gustav Claude Ouimet | Gustav Claude Ouimet | Gustav Claude Ouimet |                    |                    |                    |  |  |  |

## Spin-offy
| Klucz: | = Rola cameo | = Postać nie pojawiła się |

| Postać                                  | Seria o Wolverinie             | Seria o Wolverinie             | Seria o Wolverinie             | Seria o Wolverinie          | Seria o Wolverinie          | Seria o Wolverinie          | Seria o Wolverinie          | Seria o Wolverinie          | Seria o Wolverinie          | Seria o Deadpoolu           | Seria o Deadpoolu           | Seria o Deadpoolu           | Seria o Deadpoolu           | Seria o Deadpoolu           | Seria o Deadpoolu           | Nowi mutanci (2020)            | Nowi mutanci (2020)            | Nowi mutanci (2020)            |
| Postać                                  | X-Men Geneza: Wolverine (2009) | X-Men Geneza: Wolverine (2009) | X-Men Geneza: Wolverine (2009) | Wolverine (2013)            | Wolverine (2013)            | Wolverine (2013)            | Logan: Wolverine (2017)     | Logan: Wolverine (2017)     | Logan: Wolverine (2017)     | Deadpool (2016)             | Deadpool (2016)             | Deadpool (2016)             | Deadpool 2 (2018)           | Deadpool 2 (2018)           | Deadpool 2 (2018)           | Nowi mutanci (2020)            | Nowi mutanci (2020)            | Nowi mutanci (2020)            |
| przedstawieni w serii X-Men             | przedstawieni w serii X-Men    | przedstawieni w serii X-Men    | przedstawieni w serii X-Men    | przedstawieni w serii X-Men | przedstawieni w serii X-Men | przedstawieni w serii X-Men | przedstawieni w serii X-Men | przedstawieni w serii X-Men | przedstawieni w serii X-Men | przedstawieni w serii X-Men | przedstawieni w serii X-Men | przedstawieni w serii X-Men | przedstawieni w serii X-Men | przedstawieni w serii X-Men | przedstawieni w serii X-Men | przedstawieni w serii X-Men    | przedstawieni w serii X-Men    | przedstawieni w serii X-Men    |
| --------------------------------------- | ------------------------------ | ------------------------------ | ------------------------------ | --------------------------- | --------------------------- | --------------------------- | --------------------------- | --------------------------- | --------------------------- | --------------------------- | --------------------------- | --------------------------- | --------------------------- | --------------------------- | --------------------------- | ------------------------------ | ------------------------------ | ------------------------------ |
| Caliban                                 |                                |                                |                                |                             |                             |                             | Stephen Merchant            | Stephen Merchant            | Stephen Merchant            |                             |                             |                             |                             |                             |                             |                                |                                |                                |
| Roberto da Costa Sunspot                |                                |                                |                                |                             |                             |                             |                             |                             |                             |                             |                             |                             |                             |                             |                             | Henry Zaga                     | Henry Zaga                     | Henry Zaga                     |
| Victor Creed Sabretooth                 | Liev Schreiber                 | Liev Schreiber                 | Liev Schreiber                 |                             |                             |                             |                             |                             |                             |                             |                             |                             |                             |                             |                             |                                |                                |                                |
| Jean Grey                               |                                |                                |                                | Famke Janssen               | Famke Janssen               | Famke Janssen               |                             |                             |                             |                             |                             |                             |                             |                             |                             |                                |                                |                                |
| James „Logan” Howlett Wolverine         | Hugh Jackman                   | Hugh Jackman                   | Hugh Jackman                   | Hugh Jackman                | Hugh Jackman                | Hugh Jackman                | Hugh Jackman                | Hugh Jackman                | Hugh Jackman                |                             |                             |                             |                             |                             |                             |                                |                                |                                |
| Erik Lehnsherr Magneto                  |                                |                                |                                |                             | Ian McKellen                | Ian McKellen                |                             |                             |                             |                             |                             |                             |                             |                             |                             |                                |                                |                                |
| Cain Marko Juggernaut                   |                                |                                |                                |                             |                             |                             |                             |                             |                             |                             |                             |                             | Ryan Reynolds               | Ryan Reynolds               | Ryan Reynolds               |                                |                                |                                |
| Peter Maximoff Quicksilver              |                                |                                |                                |                             |                             |                             |                             |                             |                             |                             |                             |                             |                             | Evan Peters                 | Evan Peters                 |                                |                                |                                |
| Henry „Hank” McCoy Beast                |                                |                                |                                |                             |                             |                             |                             |                             |                             |                             |                             |                             |                             | Nicholas Hoult              | Nicholas Hoult              |                                |                                |                                |
| Peter Rasputin Colossus                 |                                |                                |                                |                             |                             |                             |                             |                             |                             | Stefan Kapičić              | Stefan Kapičić              | Stefan Kapičić              | Stefan Kapičić              | Stefan Kapičić              | Stefan Kapičić              |                                |                                |                                |
| William Stryker                         | Danny Huston                   | Danny Huston                   | Danny Huston                   |                             |                             |                             |                             |                             |                             |                             |                             |                             |                             |                             |                             |                                |                                |                                |
| Scott Summers Cyclops                   | Tim Pocock                     | Tim Pocock                     | Tim Pocock                     |                             |                             |                             |                             |                             |                             |                             |                             |                             |                             | Tye Sheridan                | Tye Sheridan                |                                |                                |                                |
| Charles Xavier Profesor X               | Patrick Stewart                | Patrick Stewart                | Patrick Stewart                |                             | Patrick Stewart             | Patrick Stewart             | Patrick Stewart             | Patrick Stewart             | Patrick Stewart             |                             |                             |                             |                             | James McAvoy                | James McAvoy                |                                |                                |                                |
| przedstawieni w X-Men Geneza: Wolverine |                                |                                |                                |                             |                             |                             |                             |                             |                             |                             |                             |                             |                             |                             |                             |                                |                                |                                |
| Chris Bradley Bolt                      | Dominic Monaghan               | Dominic Monaghan               | Dominic Monaghan               |                             |                             |                             |                             |                             |                             |                             |                             |                             |                             |                             |                             |                                |                                |                                |
| Fred J. Dukes Blob                      | Kevin Durand                   | Kevin Durand                   | Kevin Durand                   |                             |                             |                             |                             |                             |                             |                             |                             |                             |                             |                             |                             |                                |                                |                                |
| Carol Frost                             | Asher Keddie                   | Asher Keddie                   | Asher Keddie                   |                             |                             |                             |                             |                             |                             |                             |                             |                             |                             |                             |                             |                                |                                |                                |
| Elizabeth Howlett                       | Alice Parkinson                | Alice Parkinson                | Alice Parkinson                |                             |                             |                             |                             |                             |                             |                             |                             |                             |                             |                             |                             |                                |                                |                                |
| John Howlett                            | Peter O’Brien                  | Peter O’Brien                  | Peter O’Brien                  |                             |                             |                             |                             |                             |                             |                             |                             |                             |                             |                             |                             |                                |                                |                                |
| Heather Hudson                          | Julia Blake                    | Julia Blake                    | Julia Blake                    |                             |                             |                             |                             |                             |                             |                             |                             |                             |                             |                             |                             |                                |                                |                                |
| Travis Hudson                           | Max Cullen                     | Max Cullen                     | Max Cullen                     |                             |                             |                             |                             |                             |                             |                             |                             |                             |                             |                             |                             |                                |                                |                                |
| Rémy LeBeau Gambit                      | Taylor Kitsch                  | Taylor Kitsch                  | Taylor Kitsch                  |                             |                             |                             |                             |                             |                             |                             |                             |                             |                             |                             |                             |                                |                                |                                |
| Thomas Logan                            | Aaron Jeffery                  | Aaron Jeffery                  | Aaron Jeffery                  |                             |                             |                             |                             |                             |                             |                             |                             |                             |                             |                             |                             |                                |                                |                                |
| Christopher Nord Agent Zero             | Daniel Henney                  | Daniel Henney                  | Daniel Henney                  |                             |                             |                             |                             |                             |                             |                             |                             |                             |                             |                             |                             |                                |                                |                                |
| Emma Silverfox                          | Tahyna Tozzi                   | Tahyna Tozzi                   | Tahyna Tozzi                   |                             |                             |                             |                             |                             |                             |                             |                             |                             |                             |                             |                             |                                |                                |                                |
| Kayla Silverfox                         | Lynn Collins                   | Lynn Collins                   | Lynn Collins                   |                             |                             |                             |                             |                             |                             |                             |                             |                             |                             |                             |                             |                                |                                |                                |
| Wade Wilson Deadpool                    | Ryan Reynolds                  | Ryan Reynolds                  | Ryan Reynolds                  |                             |                             |                             |                             |                             |                             | Ryan Reynolds               | Ryan Reynolds               | Ryan Reynolds               | Ryan Reynolds               | Ryan Reynolds               | Ryan Reynolds               |                                |                                |                                |
| John Wraith Kestrel                     | will.i.am                      | will.i.am                      | will.i.am                      |                             |                             |                             |                             |                             |                             |                             |                             |                             |                             |                             |                             |                                |                                |                                |
| przedstawieni w Wolverine               |                                |                                |                                |                             |                             |                             |                             |                             |                             |                             |                             |                             |                             |                             |                             |                                |                                |                                |
| Green Viper                             |                                |                                |                                | Swietłana Chodczenkowa      | Swietłana Chodczenkowa      | Swietłana Chodczenkowa      |                             |                             |                             |                             |                             |                             |                             |                             |                             |                                |                                |                                |
| Kenuichio Harada                        |                                |                                |                                | Will Yun Lee                | Will Yun Lee                | Will Yun Lee                |                             |                             |                             |                             |                             |                             |                             |                             |                             |                                |                                |                                |
| Noburo Mori                             |                                |                                |                                | Brian Tee                   | Brian Tee                   | Brian Tee                   |                             |                             |                             |                             |                             |                             |                             |                             |                             |                                |                                |                                |
| Ichirō Yashida Srebrny Samurai          |                                |                                |                                | Hal YamanouchiKen Yamamura  | Hal YamanouchiKen Yamamura  | Hal YamanouchiKen Yamamura  |                             |                             |                             |                             |                             |                             |                             |                             |                             |                                |                                |                                |
| Mariko Yashida                          |                                |                                |                                | Tao Okamoto                 | Tao Okamoto                 | Tao Okamoto                 |                             |                             |                             |                             |                             |                             |                             |                             |                             |                                |                                |                                |
| Shingen Yashida                         |                                |                                |                                | Hiroyuki Sanada             | Hiroyuki Sanada             | Hiroyuki Sanada             |                             |                             |                             |                             |                             |                             |                             |                             |                             |                                |                                |                                |
| Yukio                                   |                                |                                |                                | Rila Fukushima              | Rila Fukushima              | Rila Fukushima              |                             |                             |                             |                             |                             |                             | Shioli Kutsuna              | Shioli Kutsuna              | Shioli Kutsuna              |                                |                                |                                |
| przedstawieni w Logan: Wolverine        |                                |                                |                                |                             |                             |                             |                             |                             |                             |                             |                             |                             |                             |                             |                             |                                |                                |                                |
| Delilah                                 |                                |                                |                                |                             |                             |                             | Alison Fernandez            | Alison Fernandez            | Alison Fernandez            |                             |                             |                             |                             |                             |                             |                                |                                |                                |
| Laura Kinney X-23                       |                                |                                |                                |                             |                             |                             | Dafne Keen                  | Dafne Keen                  | Dafne Keen                  |                             |                             |                             |                             |                             |                             |                                |                                |                                |
| Gabriela Lopez                          |                                |                                |                                |                             |                             |                             | Elizabeth Rodriguez         | Elizabeth Rodriguez         | Elizabeth Rodriguez         |                             |                             |                             |                             |                             |                             |                                |                                |                                |
| Maria                                   |                                |                                |                                |                             |                             |                             | Doris Morgado               | Doris Morgado               | Doris Morgado               |                             |                             |                             |                             |                             |                             |                                |                                |                                |
| Mohawk                                  |                                |                                |                                |                             |                             |                             | Krzysztof Soszyński         | Krzysztof Soszyński         | Krzysztof Soszyński         |                             |                             |                             |                             |                             |                             |                                |                                |                                |
| Kathryn Munson                          |                                |                                |                                |                             |                             |                             | Elise Neal                  | Elise Neal                  | Elise Neal                  |                             |                             |                             |                             |                             |                             |                                |                                |                                |
| Nate Munson                             |                                |                                |                                |                             |                             |                             | Quincy Fouse                | Quincy Fouse                | Quincy Fouse                |                             |                             |                             |                             |                             |                             |                                |                                |                                |
| Will Munson                             |                                |                                |                                |                             |                             |                             | Eriq La Salle               | Eriq La Salle               | Eriq La Salle               |                             |                             |                             |                             |                             |                             |                                |                                |                                |
| Donald Pierce                           |                                |                                |                                |                             |                             |                             | Boyd Holbrook               | Boyd Holbrook               | Boyd Holbrook               |                             |                             |                             |                             |                             |                             |                                |                                |                                |
| Danny Rhodes                            |                                |                                |                                |                             |                             |                             | David Kallaway              | David Kallaway              | David Kallaway              |                             |                             |                             |                             |                             |                             |                                |                                |                                |
| Zander Rice                             |                                |                                |                                |                             |                             |                             | Richard E. Grant            | Richard E. Grant            | Richard E. Grant            |                             |                             |                             |                             |                             |                             |                                |                                |                                |
| Julio Richter Rictor                    |                                |                                |                                |                             |                             |                             | Jason Genao                 | Jason Genao                 | Jason Genao                 |                             |                             |                             |                             |                             |                             |                                |                                |                                |
| przedstawieni w Deadpool                |                                |                                |                                |                             |                             |                             |                             |                             |                             |                             |                             |                             |                             |                             |                             |                                |                                |                                |
| Blind Al                                |                                |                                |                                |                             |                             |                             |                             |                             |                             | Leslie Uggams               | Leslie Uggams               | Leslie Uggams               | Leslie Uggams               | Leslie Uggams               | Leslie Uggams               |                                |                                |                                |
| Dopinder                                |                                |                                |                                |                             |                             |                             |                             |                             |                             | Karan Soni                  | Karan Soni                  | Karan Soni                  | Karan Soni                  | Karan Soni                  | Karan Soni                  |                                |                                |                                |
| Angel Dust                              |                                |                                |                                |                             |                             |                             |                             |                             |                             | Gina Carano                 | Gina Carano                 | Gina Carano                 |                             |                             |                             |                                |                                |                                |
| Francis Freeman Ajax                    |                                |                                |                                |                             |                             |                             |                             |                             |                             | Ed Skrein                   | Ed Skrein                   | Ed Skrein                   |                             |                             |                             |                                |                                |                                |
| Jack Hammer Weasel                      |                                |                                |                                |                             |                             |                             |                             |                             |                             | T.J. Miller                 | T.J. Miller                 | T.J. Miller                 | T.J. Miller                 | T.J. Miller                 | T.J. Miller                 |                                |                                |                                |
| Negasonic Teenage Warhead               |                                |                                |                                |                             |                             |                             |                             |                             |                             | Brianna Hildebrand          | Brianna Hildebrand          | Brianna Hildebrand          | Brianna Hildebrand          | Brianna Hildebrand          | Brianna Hildebrand          |                                |                                |                                |
| Vanessa                                 |                                |                                |                                |                             |                             |                             |                             |                             |                             | Morena Baccarin             | Morena Baccarin             | Morena Baccarin             | Morena Baccarin             | Morena Baccarin             | Morena Baccarin             |                                |                                |                                |
| przedstawieni w Deadpool 2              |                                |                                |                                |                             |                             |                             |                             |                             |                             |                             |                             |                             |                             |                             |                             |                                |                                |                                |
| Bedlam                                  |                                |                                |                                |                             |                             |                             |                             |                             |                             |                             |                             |                             | Terry Crews                 | Terry Crews                 | Terry Crews                 |                                |                                |                                |
| Black Tom Cassidy                       |                                |                                |                                |                             |                             |                             |                             |                             |                             |                             |                             |                             | Jack Kesy                   | Jack Kesy                   | Jack Kesy                   |                                |                                |                                |
| Russell Collins Firefist                |                                |                                |                                |                             |                             |                             |                             |                             |                             |                             |                             |                             | Julian Dennison             | Julian Dennison             | Julian Dennison             |                                |                                |                                |
| dyrektor sierocińca                     |                                |                                |                                |                             |                             |                             |                             |                             |                             |                             |                             |                             | Eddie Marsan                | Eddie Marsan                | Eddie Marsan                |                                |                                |                                |
| Peter                                   |                                |                                |                                |                             |                             |                             |                             |                             |                             |                             |                             |                             | Rob Delaney                 | Rob Delaney                 | Rob Delaney                 |                                |                                |                                |
| Telford Porter Vanisher                 |                                |                                |                                |                             |                             |                             |                             |                             |                             |                             |                             |                             |                             | Brad Pitt                   | Brad Pitt                   |                                |                                |                                |
| Shatterstar                             |                                |                                |                                |                             |                             |                             |                             |                             |                             |                             |                             |                             | Lewis Tan                   | Lewis Tan                   | Lewis Tan                   |                                |                                |                                |
| Nathan Summers Cable                    |                                |                                |                                |                             |                             |                             |                             |                             |                             |                             |                             |                             | Josh Brolin                 | Josh Brolin                 | Josh Brolin                 |                                |                                |                                |
| Neena Thurman Domino                    |                                |                                |                                |                             |                             |                             |                             |                             |                             |                             |                             |                             | Zazie Beetz                 | Zazie Beetz                 | Zazie Beetz                 |                                |                                |                                |
| Zeitgeist                               |                                |                                |                                |                             |                             |                             |                             |                             |                             |                             |                             |                             | Bill Skarsgård              | Bill Skarsgård              | Bill Skarsgård              |                                |                                |                                |
| przedstawieni w Nowi mutanci            |                                |                                |                                |                             |                             |                             |                             |                             |                             |                             |                             |                             |                             |                             |                             |                                |                                |                                |
| Sam Guthrie Cannonball                  |                                |                                |                                |                             |                             |                             |                             |                             |                             |                             |                             |                             |                             |                             |                             | Charlie Heaton                 | Charlie Heaton                 | Charlie Heaton                 |
| Thomas Guthrie                          |                                |                                |                                |                             |                             |                             |                             |                             |                             |                             |                             |                             |                             |                             |                             | Thomas Kee                     | Thomas Kee                     | Thomas Kee                     |
| William Lonestar                        |                                |                                |                                |                             |                             |                             |                             |                             |                             |                             |                             |                             |                             |                             |                             | Adam Beach                     | Adam Beach                     | Adam Beach                     |
| Danielle Moonstar Mirage                |                                |                                |                                |                             |                             |                             |                             |                             |                             |                             |                             |                             |                             |                             |                             | Blu Hunt                       | Blu Hunt                       | Blu Hunt                       |
| Illyana Rasputin Magik                  |                                |                                |                                |                             |                             |                             |                             |                             |                             |                             |                             |                             |                             |                             |                             | Anya Taylor-Joy                | Anya Taylor-Joy                | Anya Taylor-Joy                |
| Cecilia Reyes                           |                                |                                |                                |                             |                             |                             |                             |                             |                             |                             |                             |                             |                             |                             |                             | Alice Braga                    | Alice Braga                    | Alice Braga                    |
| Craig Sinclair                          |                                |                                |                                |                             |                             |                             |                             |                             |                             |                             |                             |                             |                             |                             |                             | Happy Anderson                 | Happy Anderson                 | Happy Anderson                 |
| Rahne Sinclair Wolfsbane                |                                |                                |                                |                             |                             |                             |                             |                             |                             |                             |                             |                             |                             |                             |                             | Maisie Williams                | Maisie Williams                | Maisie Williams                |
| Smile Man                               |                                |                                |                                |                             |                             |                             |                             |                             |                             |                             |                             |                             |                             |                             |                             | Dustin CeithamerMarilyn Manson | Dustin CeithamerMarilyn Manson | Dustin CeithamerMarilyn Manson |